# EDEC Universidad
Universidad EDEC es una institución de educación universitaria , localizada en el área metropolitana de la Ciudad de Monterrey, cuenta actualmente con 4 planteles, ofreciendo estudios de Bachillerato, Licenciatura y Posgrado.
Fue fundada en 1996 por los señores  Luis Brictson García, Teófilo García Armendáriz, Carlos Vargas Garza y Dagoberto Fernández Fernández, obteniendo del Gobierno del Estado de Nuevo León, el respectivo Reconocimiento de Validez Oficial (RVOE). 
En sus inicios, operó  bajo el nombre comercial de  «Universidad Avanzada de México».  Su enfoque fue inicialmente hacia los adultos trabajadores, aunque en la actualidad atiende a toda clase de público, con clases presenciales y en modalidad mixta, con apoyo de plataforma en línea.
La institución recibió su autorización inicial para impartir estudios, el 11 de octubre de 1996 para el bachillerato, el 14 de octubre del mismo año para sus licenciaturas y de su primer maestría, obtuvo autorización el 6 de marzo de 1998.

## Denominaciones
A lo largo de su historia, iniciada en 1996, la institución ha sido conocida, sea por razones legales o comerciales, con distintos nombres.   La sociedad auspiciante, fue denominada «Educación y Desarrollo Cultural de Monterrey, S.C.», a nombre de la cual se expidieron los primeros RVOES.  En la actualidad, según los registros del Gobierno de Nuevo León, las autorizaciones se expidieron en favor de: «Universidad de Educación y Desarrollo Cultural de Monterrey».
Sin embargo, la institución ha sido conocida bajo las siguientes denominaciones:
- Universidad Avanzada de México (1996-2003).
- Universidad EDEC de Monterrey (2003-2019).
- EDEC Universidad (2019-2024).
- Universidad EDEC (2024 hasta la actualidad).

## Estudios Impartidos
La institución imparte programas en los niveles de bachillerato, licenciatura y posgrado, a saber:
- Bachillerato General
- Licenciatura en Administración de Empresas
- Contaduría Pública
- Licenciatura en Ciencias Jurídicas
- Licenciatura en Relaciones Internacionales
- Licenciatura en Educación Bilingüe
- Licenciatura en Mercadotecnia Digital
- Licenciatura en Diseño Gráfico Digital
- Ingeniero en Multimedia y Animación Digital
- Ingeniería en Sistemas Computacionales
- Maestría en Administración y Dirección de Centros Educativos
- Doctorado en Ciencias acentuación Investigación Educativa

## Rectores
La Rectoría institucional de EDEC Universidad, ha estado a cargo de las siguientes personas:
- C.P. Luis Brictson García (1996-1998)
- Lic. Roberto Tomascichi Anaya (1998-2002)
- C.P. Sergio López Leyva (2002-2010)
- Mtro. Jesús Ramiro del Bosque (2010-2019)

En la actualidad, el Maestro David Guzmán, está a cargo de la rectoría institucional.